# Klub Mózg

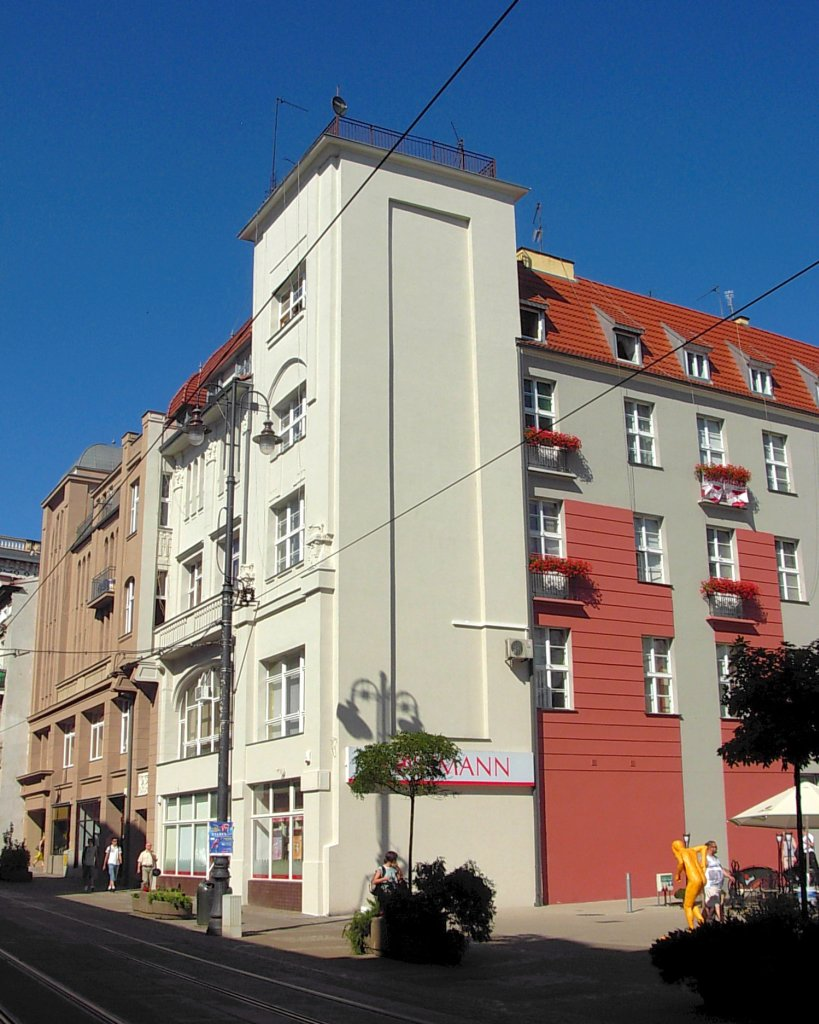
Budynek Gdańska 10 w Bydgoszczy, gdzie mieści się Klub Mózg

Klub Mózg – klub muzyczny, sala koncertowa i wystawiennicza w Bydgoszczy, znana przede wszystkim jako główny ośrodek polskiego yassu, miejsce eksperymentów wokoło muzyki jazzowej i innych form sztuki.

## Historia
Protoplastą „Mózgu” była założona 26 września 1991 r. w dawnej świetlicy Zieleni Miejskiej przy ul. Krętej 3 – Świetlica Artystyczna „Trytony”. Był to pierwszy klub muzyczny nowej generacji, jaki powstał w Bydgoszczy po przełomie politycznym 1989 r. Do założycieli i współwłaścicieli należeli m.in.: Zbigniew Zieliński, Piotr Różycki, Rafał Budzbon. Od początku klub ten stał się awangardą bydgoskiego środowiska muzycznego, miejscem spotkań muzyków i wielbicieli muzyki jazzowej i awangardowej. Każdego wieczoru grał tu zespół Trytony w składzie: Tomasz Gwinciński (gitara), Sławomir Janicki (kontrabas), Jacek Buhl (perkusja) i okazjonalnie Andrzej Przybielski (trąbka). Gościnnie występowali tu m.in.: Wojciech Waglewski, Stanisław Sojka, Jorgos Skolias, Mira Kubasińska, Jan Pospieszalski, Jacek Pelc, Sławomir Wierzcholski z „Nocną Zmianą Bluesa”. Poza koncertami odbywały się tu plastyczne wernisaże (członkowie Grupy Szkoły Bydgoskiej - Krzysztof Gruse, Zbigniew Zieliński, Stanisław Stasiulewicz) oraz wieczory teatralne (Teatr „W drodze”).
W 1994 r. grupa artystów pod wodzą Sławomira Janickiego i Jacka Majewskiego opuściła „Trytony” szukając nowych możliwości repertuarowych. W efekcie 30 marca 1994 roku otwarto nowy klub pod nazwą: ”Mózg, Fabryka Rzeźb Gadających Ze Sobą”. Był on zlokalizowany w opuszczonym budynku przy ul. Gdańskiej 10. Przed wojną mieściła się w nim fabryka mydła, a po wojnie zakład naprawy projektorów filmowych.
W latach 90. XX w. klub stał się ostoją niezależnej sceny muzycznej, znanej pod nazwą "yass" (nowej muzyki improwizowanej). W „Mózgu” wystąpiły prawie wszystkie polskie formacje uprawiające muzykę yassową, a także zagraniczne gwiazdy muzyki awangardowej – Fred Frith. Joe Byron, Ellery Eskelin, Zeena Parkins, Chris Cutler, John Baron. Wiele koncertów z cyklu „Muzyka z Mózgu” zostało fonograficznie utrwalonych. Dużym sukcesem okazała się pierwsza publikacja firmy fonograficznej „Mózg Production” zatytułowana „Rozmowy s catem” z udziałem „Mazzoll & Arhythmic Perfection” z Kazikiem Staszewskim. Właściciele klubu przyznawali specjalne nagrody osobom popularyzującym muzyczne idee „Mózgu”. Otrzymali je m.in.: Piotr Szumacher oraz dziennikarz pisma „Brum” – Rafał Księżyk.
„Mózg” był także miejscem dla działań plastycznych, literackich, teatralnych. Przy klubie działał „Teatr Mózg”, odbywały się wystawy malarstwa i fotografii (Grupa Bydgoska) oraz cykl filozoficznych dysput i wykładów w ramach „Akademii Mózgu” i „Gimnazjum Mózgu”. W 2000 r. klub posiadał studio nagraniowe, wytwórnię płytową „Mózg Production” i agencję koncertową.
W czerwcu 1998 r. na Wyspie Młyńskiej zainaugurowała swoją działalność letnia siedziba „Mózgu”, zwana „Ogrodem Bydgoskim”. Miały tam miejsce plenerowe imprezy organizowane w ramach Festiwalu „Oikos” przez Muzeum Okręgowe im. L. Wyczółkowskiego.

## Charakterystyka
Klub znajduje się na tyłach kamienicy Gdańska 10,  sąsiadując z hotelem „Pod Orłem” i wtapia się w park Kazimierza Wielkiego. W budynku o powierzchni około 800 m² mieści się sala koncertowa oraz wystawiennicza, studio nagraniowe, pokoje gościnne oraz pub. W każdym tygodniu odbywa się kilka zdarzeń kulturalnych: koncertów, wystaw, pokazów. W klubie odbywa się cyklicznie Festiwal "Muzyka z Mózgu". W kwietniu 2005 r. powstało Stowarzyszenie Artystyczne Mózg, które odpowiedzialne jest za działalność artystyczną miejsca. "Mózg"  jest otwarty na sztukę „czystą”, tj. pozbawioną obciążeń koniunkturalnych wynikających z aktualnie panującej mody. Dzięki swojej działalności klub cieszy się dużym uznaniem różnych środowisk w kraju i za granicą. Latem 2021 w ramach Gminnego Programu Rewitalizacji planowany jest remont budynku i jego przystosowanie do potrzeb osób niepełnosprawnych. Prace obejmą m.in. salę główną, garderoby i wejście do budynku.
Z "Mózgiem" związani są muzycy: Tomasz Gwinciński, Tymon Tymański, Jerzy Mazzoll, Kazik Staszewski, Mikołaj Trzaska, Olo Walicki, plastycy: Elżbieta Jabłońska, Grupa Twożywo, Wojciech Kowalczyk, Wojciech Zamiara, Yach Paszkiewicz, Krzysztof Gruse i inni artyści.